# 天主教佩斯卡拉-彭内总教区
天主教佩斯卡拉-彭内总教区是罗马天主教在意大利中部阿布鲁佐大区设立的一个总教区，1982年由教区升格。佩斯卡拉-彭内教区成立于1949年，当时，历史悠久的彭内-Atri教区被分割，Atri 另组泰拉莫-Atri教区。彭内-Atri教区是在1252年由Atri教区和彭内教区合并而成。